# Desa Tamansari (administrativ by i Indonesien, Jawa Tengah, lat -7,30, long 109,47)
Desa Tamansari är en administrativ by i Indonesien.   Den ligger i provinsen Jawa Tengah, i den västra delen av landet, 300 km öster om huvudstaden Jakarta.